# Federal Correctional Complex Allenwood
Der Allenwood Federal Correctional Complex (FCC) ist ein US-amerikanisches Bundesgefängnis, welches in Gregg Township, Union County, Pennsylvania liegt. Es liegt zu den Füßen der Appalachen, an der U.S. Route 15, nördlich von Washington, D.C.
Es beinhaltet drei Institutionen, die ausschließlich für männliche Gefangene vorgesehen sind:
- FCI Allenwood Low – minimale Sicherheitsstufe
- FCI Allenwood Medium – mittlere Sicherheitsstufe
- USP Allenwood – Höchste Sicherheitsstufe

## Bekannte Insassen
Chronologisch, nach Geburtsjahr:
- Gerald Bull (1928–1990), Kopf der Space Research Corporation, Verstoß gegen das Embargo gegen Südafrika
- Clifford Irving (1930–2017), Autor, verurteilt für die Fälschung der Howard-Hughes-Autobiografie
- James Burke (1931–1996), Associate der Lucchese-Familie, bekannt durch den Film Goodfellas
- Jeb Stuart Magruder (1935–2014), Politiker und Autor, verwickelt in die Watergate-Affäre
- Raymond F. Lederer (1938–2008), Kongressabgeordneter, Korruption und Schutzgelderpressung
- John Stanfa (* 1940), ehemaliger Boss der Philadelphia Crime Family, erhielt 1996 fünfmal lebenslänglich
- James Traficant (1941–2014), früherer Kongressabgeordneter, Schutzgelderpressung, Bestechung und Steuerhinterziehung
- Aldrich Ames (* 1941), früherer CIA-Agent und Spion für die Sowjetunion
- Henry Hill (1943–2012), Associate der Lucchese-Familie, bekannt durch den Film Goodfellas
- Louis Daidone (* 1946), New Yorker Mobster und Boss der Lucchese-Familie
- Gerald McCann (* 1950), ehemaliger Bürgermeister von Jersey City, Betrug und Steuerhinterziehung
- Thomas Pitera (* 1954), Mafioso, Auftragskiller und Teil der Bonanno-Familie, 1992 wegen sechsfachen Mordes verurteilt
- Scott Anthony Stedeford (* 1968), ehemaliges Mitglied der White-Power-Gruppe Aryan Republican Army (ARA)
- James Eagan Holmes (* 1987) wurde als Täter des Amoklaufs von Aurora (am 20. Juli 2012), bei dem er 12 Menschen tötete zu 3.318 Jahren Haft verurteilt.